# 三郷市立彦成小学校
三郷市立彦成小学校（みさとしりつ ひこなりしょうがっこう）は、埼玉県三郷市彦倉一丁目にある市立小学校。略称は彦成小、または彦小。

## 概要
三郷市の彦成地区にある小学校である。明治6年に開校しており、三郷市内の小学校の中で戸ヶ崎小学校に次いで古い学校となっている。2020年4月現在の児童数は502名である。

## 沿革
明治時代
- 1873年（明治6年）7月 - 下記の小学校を創設する。
  - 文靖学校 位置 彦糸村安養院
  - 浩養学校 位置 下彦川戸村玉蔵院
  - 培殖学校 位置 彦沢村円能寺
- 1886年（明治19年）4月 - 彦成村より番匠免に至る10ケ村番匠免連合となり次の小学校を設置する。
  - 本校 彦成村西福寺
  - 分校 上口村東光院
- 1889年（明治22年）4月 - 新たに彦成村を組織するに当たり、15ケ村を15の大字として次の小学校を設置する。
  - 本校 大字彦成 西福寺
  - 分校 大字彦沢 円能寺
- 1891年（明治24年）4月 - 彦沢分校を廃して新たに同所に彦沢尋常小学校を設置する。
- 1893年（明治26年）5月 - 彦沢尋常小学校に高等科を併置し、これを彦成尋常高等小学校と称し、同時に位置を大字番匠免迎摂院に移す。
- 1906年（明治39年）11月  - 両校を廃し、大字彦倉3番地の1に本校を、大字花和田161番地に第1分教場を設置し、これを彦成尋常高等小学校と称する。
- 1906年（明治39年）11月 - 修業年限4ヶ年の高等科を併設する。
- 1908年（明治41年）2月 - 新校舎落成、以後当日を以って本校の開校記念日と定める（2月15日）。
- 1908年（明治41年）11月 - 実業補習学校の設立許可あり、同年小学校に併設授業開始。
- 1910年（明治43年）5月 - 高等科に手工科を加設する。
- 1912年（明治45年）4月 - 手工科を農業科に変更する。

大正時代
- 1924年（大正13年）12月 - 彦成公民学校と改称する。女子部を一部、二部に区別して教育する。
- 1926年（大正15年）3月 - 講堂新築落成。

昭和時代
- 1933年（昭和8年）6月 - 二階建校舎1棟（8教室）改築する。
- 1941年（昭和16年）4月 - 校名を彦成国民学校と改称する。
- 1947年（昭和22年）4月 - 校名を彦成小学校と改称する。
- 1956年（昭和31年）9月 - 町村合併により三郷村立第四小学校と改称する。
- 1960年（昭和35年）10月 - 講堂改築落成。
- 1964年（昭和39年）10月 - 町名変更により三郷町となり、校名を三郷町立第四小学校と改称する。
- 1965年（昭和40年）2月 - 校歌及び校旗制定。
- 1966年（昭和41年）9月 - 北中学校新校舎落成に伴い旧校舎の校地を小学校へ併合する。
- 1969年（昭和44年）3月 - 花和田、彦成両分校を本校に併合、両分校の児童122名本校に収容する。
- 1969年（昭和44年）4月  特殊学級開設する。
- 1970年（昭和45年）7月 - 鉄筋コンクリート3階校舎（本校舎）落成。
- 1972年（昭和47年）5月 - 市制が施行され、校名を三郷市立第四小学校と改称する
- 1974年（昭和49年）4月 - 市条例第14号施行により校名を三郷市立彦成小学校と改称する。
- 1982年（昭和57年）3月 - 鉄筋コンクリート3階校舎（北校舎）落成。
- 1982年（昭和57年）4月 - 特殊学級を閉鎖する。

平成時代
- 1992年（平成4年）4月 - 講堂を市に返還（現彦成小学校講堂記念館）。
- 2013年（平成25年）4月 - 特別支援学級「けやき」開設。

## 通学区域
- 花和田（1番地から110番地まで、124番地1から221番地まで、222番地2、224番地2、225番地1、226番地から435番地まで、537番地から543番地まで）
- 彦江一丁目
- 彦江二丁目
- 彦沢一丁目
- 彦沢二丁目
- 番匠免一丁目
- 番匠免二丁目
- 上口一丁目
- 上口二丁目
- 彦倉一丁目
- 彦倉二丁目
- 彦野一丁目
- 彦野二丁目
- 天神一丁目
- 彦川戸一丁目
- 彦川戸二丁目（1番地、47番地から133番地まで）
- 上彦名（1番地から332番地まで、333番地1、334番地から398番地まで、402番地1、417番地1から422番地1まで、432番地1から437番地1まで、445番地1から450番地1まで、452番地1から454番地1まで、456番地1、457番地1から463番地1）
- インター南一丁目
- インター南二丁目
- ピアラシティ一丁目（1番地）
- ピアラシティ二丁目（1番地、9番地から15番地）
- 泉三丁目（1番地、8番地、9番地）[2]

## 進学先中学校
- 三郷市立北中学校

## 学校方針

### 学校教育目標
- たくましく・・・じょうぶでがんばる子
- やさしく・・・きまりを守り、助け合う子
- かしこく・・・よく考え、自分から進んでやる子

### 目指す学校像
気力あふれる学校 文武両道の彦成小
感ずる教育を基盤に、子供のやり抜く力を引き出す学校 
- 徹する教育：清新な気力に満ちた学校
- 感ずる教育：秩序と明るさ、うるおいのある学校
- 求める教育：理想に向かって着実に前進する学校